# TTL 7445

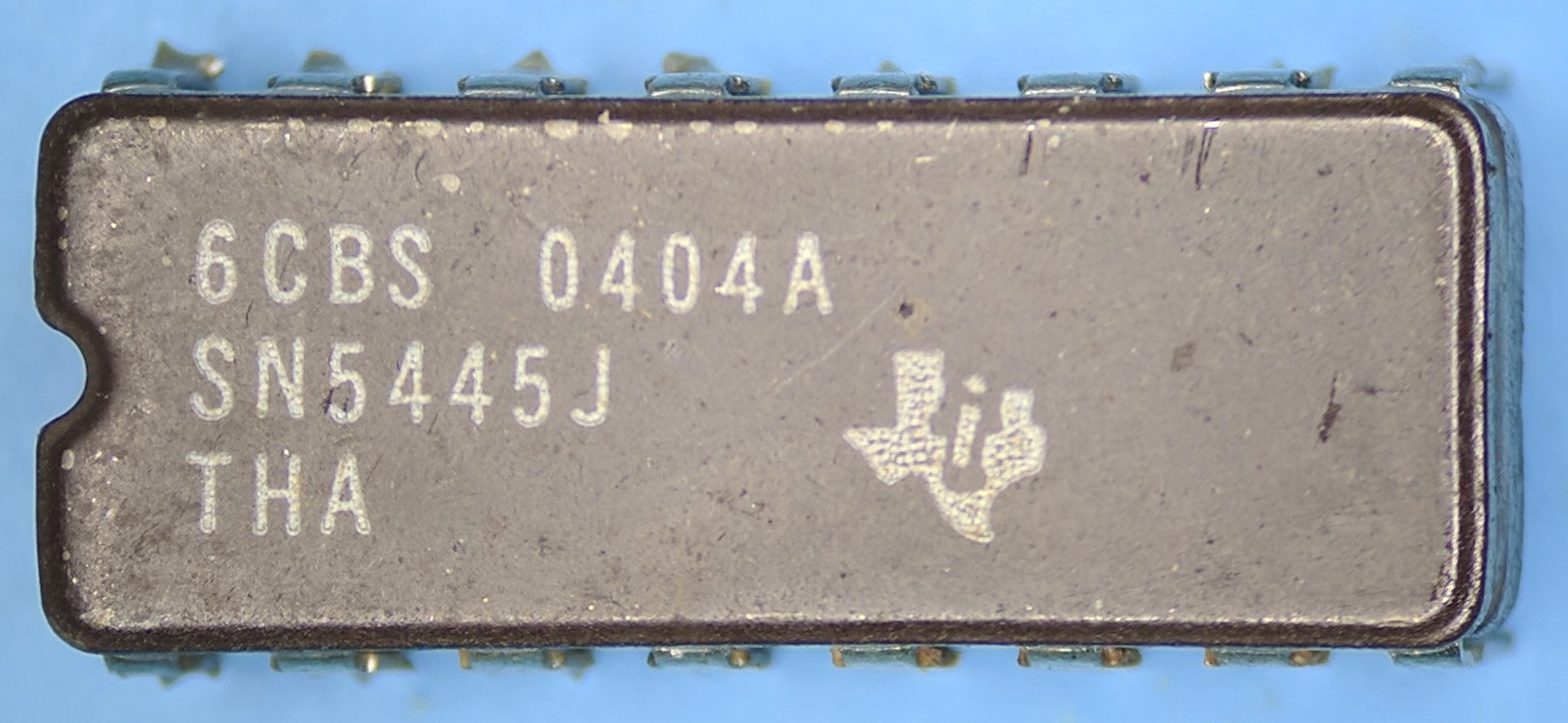
Circuito integrado SN5445J da Texas Instruments

Um die de circuito integrado SN5445J

O circuito integrado TTL 7445 é um dispositivo TTL encapsulado em um invólucro DIP de 16 pinos que contém um decodificador BCD para decimal com saídas em coletor aberto.